# Epicondylitis medialis
De golferselleboog of epicondylitis medialis is een ontsteking van de aanhechting van de pezen aan het uiteinde van de binnenzijde van het opperarmbeen. Andere benamingen zijn Forehand-tenniselleboog, honkbalelleboog en kofferelleboog. De vergelijkbare ontsteking aan de buitenzijde is bekend als epicondylitis lateralis of backhand-tenniselleboog.